# Comuna Mali Dorohostaii, Mlîniv
Mali Dorohostaii (în ucraineană Малі Дорогостаї) este o comună în raionul Mlîniv, regiunea Rivne, Ucraina, formată din satele Brîșci, Mali Dorohostaii (reședința), Mantîn, Masleanka și Stomorhî.

## Demografie
Componența lingvistică a comunei Mali Dorohostaii
     Ucraineană (99,73%)
     Alte limbi (0,16%)
Conform recensământului din 2001, majoritatea populației comunei Mali Dorohostaii era vorbitoare de ucraineană (99,73%), existând în minoritate și vorbitori de alte limbi.